# Takuya Aoki
Takuya Aoki (青木 拓矢, Aoki Takuya) est un footballeur japonais né le 16 septembre 1989. Il évolue au poste de milieu défensif au FC Gifu.

## Palmarès
- Vainqueur de la Ligue des champions de l'AFC 2017